# Chevrolet 210
Chevrolet 210 foi um modelo de carros da Chevrolet de 1953 a 1957 também tendo como base o Chevrolet Bel Air com um pacote mais requintado que o Chevrolet 150.